# Ardahšir I.
Ardahšir I. ali Artakserks I. (aramejsko rtḥštry) je bil v poznem 3. stoletju pr. n. št. (po 220 do okoli 205 pr. n. št.) vladar (frataraka) Perzije, * neznano, † verjetno 205 pr. n. št.

## Ime
Ardahšir ali Ardašir je srednjeperzijska oblika staroperzijskega Ṛtaxšira (tudi Artaxšaçā), ki pomeni "katerega vladanje je skozi resnico". Latinizirana oblika imena se glasi Artakserks. Artakserksi so bili tudi trije vladarji Ahemenidskega cesarstva.

## Vladanje
Od konca 3. ali začetka 2. stoletja pr. n. št. so v Perziji (Farsu) vladali lokalni dinasti, podložni Selevkidskemu cesarstvu. Naslavljali so se s starim perzijskim naslovom frataraka (vodja, guverner, predhodnik), ki je dokazan tudi v ahemenidskem obdobju. Ahemenidsko cesarstvo, ki je stoletje pred tem vladalo v večjem delu Bližnjega vzhoda, se je začelo prav v tej regiji. Fratarake so poudarjali svoje tesno sorodstvo s prominentnim ahemenidskim kraljem kraljev. Njihov dvor je bil verjetno v stari ahemenidski prestolnici Perzepolis, kjer so tudi sami financirali gradnjo novih objektov. Fratarake se je tradicionalno obravnavalo kot duhovniško dinastijo ali zagovornike verskega (in političnega) nasprotovanja helenizmu, vendar to ne velja več.
Kronologija zgodnjih perzijskih vladarjev je sporna. V preteklosti je veljalo, da so vladali v naslednjem zaporedju: Bajdad, Ardahšir I., Vahbazd, Vadfradad I. in Vadfradad II. Sodobna odkritja perzijskoh kovancev kažejo na naslednje zaporedje: Ardahšir I., Vahbazd, Vadfradad I., Bajdad in Vadfradad II. 